# Licaria campechiana
Licaria campechiana là loài thực vật có hoa trong họ Nguyệt quế. Loài này được (Standl.) Kosterm. miêu tả khoa học đầu tiên năm 1937.